# 聖布萊斯
聖布萊斯（法語：Saint-Blaise，法語發音：[sɛ̃ blɛz]）是瑞士納沙泰爾州的一个市镇，位於該國西部，面積8.87平方公里，海拔高度440米，2011年人口3,257，四成人口信奉基督教，人口密度每平方公里367人。